# Irish Singles Chart
La Irish Singles Chart è una classifica musicale stilata settimanalmente dalla Irish Recorded Music Association (IRMA) a nome dell'industria di registrazione irlandese. La classifica viene resa disponibile al pubblico il venerdì pomeriggio ed è datata al giovedì precedente, cioè il giorno prima della pubblicazione effettiva.
La classifica è stata pubblicata per la prima volta il 1º ottobre 1962, e copre i primi dieci singoli della settimana precedente in base alla distribuzione delle case discografiche. Dal 1º luglio 2006 il conteggio è influenzato anche dai download digitali.
Nel 2014 la classifica irlandese incluse per la prima volta dati provenienti dallo streaming, e nel 2018 dati relativi alle visualizzazioni di video musicali.

## Record

### Artisti con il maggior numero di singoli alla numero uno
| Singoli | Artista                          |
| ------- | -------------------------------- |
| 21      | U2                               |
| 13      | The Beatles                      |
| 13      | Westlife                         |
| 12      | ABBA                             |
| 9       | Cliff Richard                    |
| 9       | Michael Jackson                  |
| 9       | Boyzone                          |
| 9       | Eminem                           |
| 8       | Dickie Rock & The Miami Showband |
| 8       | Elvis Presley                    |
| 8       | Madonna                          |
| 8       | Britney Spears                   |
| 8       | Rihanna                          |
| 7       | Dustin the Turkey                |
| 7       | Calvin Harris                    |
| 7       | Lady Gaga                        |
| 7       | Ariana Grande                    |
| 7       | Justin Bieber                    |

### Brani con il maggior numero di settimane trascorse alla numero uno
| Settimane | Artista/i                                     | Brano                                | Anno/i          |
| --------- | --------------------------------------------- | ------------------------------------ | --------------- |
| 18        | Bill Whelan                                   | "Riverdance"                         | 1994            |
| 15        | Luis Fonsi e Daddy Yankee feat. Justin Bieber | "Despacito"                          | 2017            |
| 14        | Ed Sheeran                                    | "Shape of You"*                      | 2017            |
| 13        | Nazionale di calcio dell'Irlanda 1990         | "Put 'Em Under Pressure"             | 1990            |
| 12        | The Black Eyed Peas                           | "I Gotta Feeling"*                   | 2009            |
| 12        | Pharrell Williams                             | "Happy"*                             | 2014            |
| 11        | Queen                                         | "Bohemian Rhapsody"*                 | 1975–76/1991–92 |
| 11        | Bryan Adams                                   | "(Everything I Do) I Do It for You"* | 1991            |
| 11        | Drake feat. Wizkid e Kyla                     | "One Dance"*                         | 2016            |
| 10        | Wings                                         | "Mull of Kintyre"                    | 1977–78         |
| 10        | Mark McCabe                                   | "Maniac 2000"                        | 2000            |
| 10        | Drake                                         | "God's Plan"                         | 2018            |

Nota: I brani contraddistinti da un asterisco (*) hanno trascorso un numero di settimane non consecutive in vetta.